# Schreiberhaus (Neumarkt in der Oberpfalz)

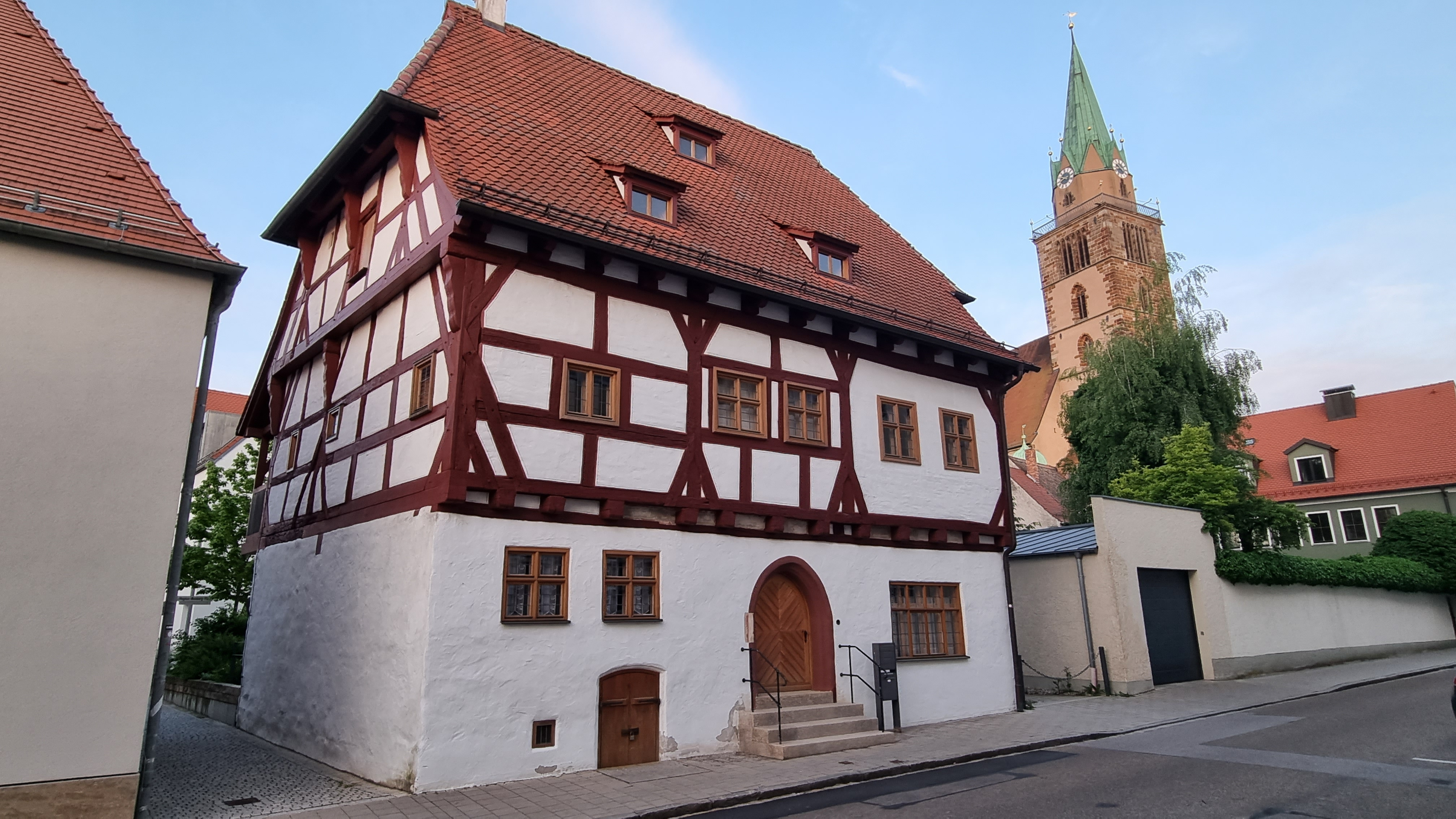
Die Westseite des Schreiberhauses zur Bräugasse, früher Pfaffengasse

Als Schreiberhaus wird ein ehemaliges Wohnhaus in Neumarkt in der Oberpfalz bezeichnet. Es wurde um das Jahr 1430 gebaut und gilt damit als ältestes Bürgerhaus in Neumarkt. Vom Bayerischen Landesamt für Denkmalpflege wurde das Haus als Baudenkmal (Aktennummer D-3-73-147-6) ausgewiesen.

## Beschreibung
Das Schreiberhaus befindet sich in der Altstadt von Neumarkt in der Oberpfalz in der Bräugasse 19. Zugänglich ist das Gebäude auch über den Dr. Magnus-Weinberg-Platz. Direkt neben dem Schreiberhaus liegt das Stadtarchiv Neumarkt.
Das unterkellerte Gebäude besteht aus einem gemauerten Erdgeschoss und einem in Fachwerktechnik errichteten Obergeschoss. Das Halbwalmdach ist mit einem Eulenloch ausgebildet. Auf der Hofseite des Gebäudes befindet sich eine überdachte hölzerne Altane, über die das Obergeschoss erreichbar ist.

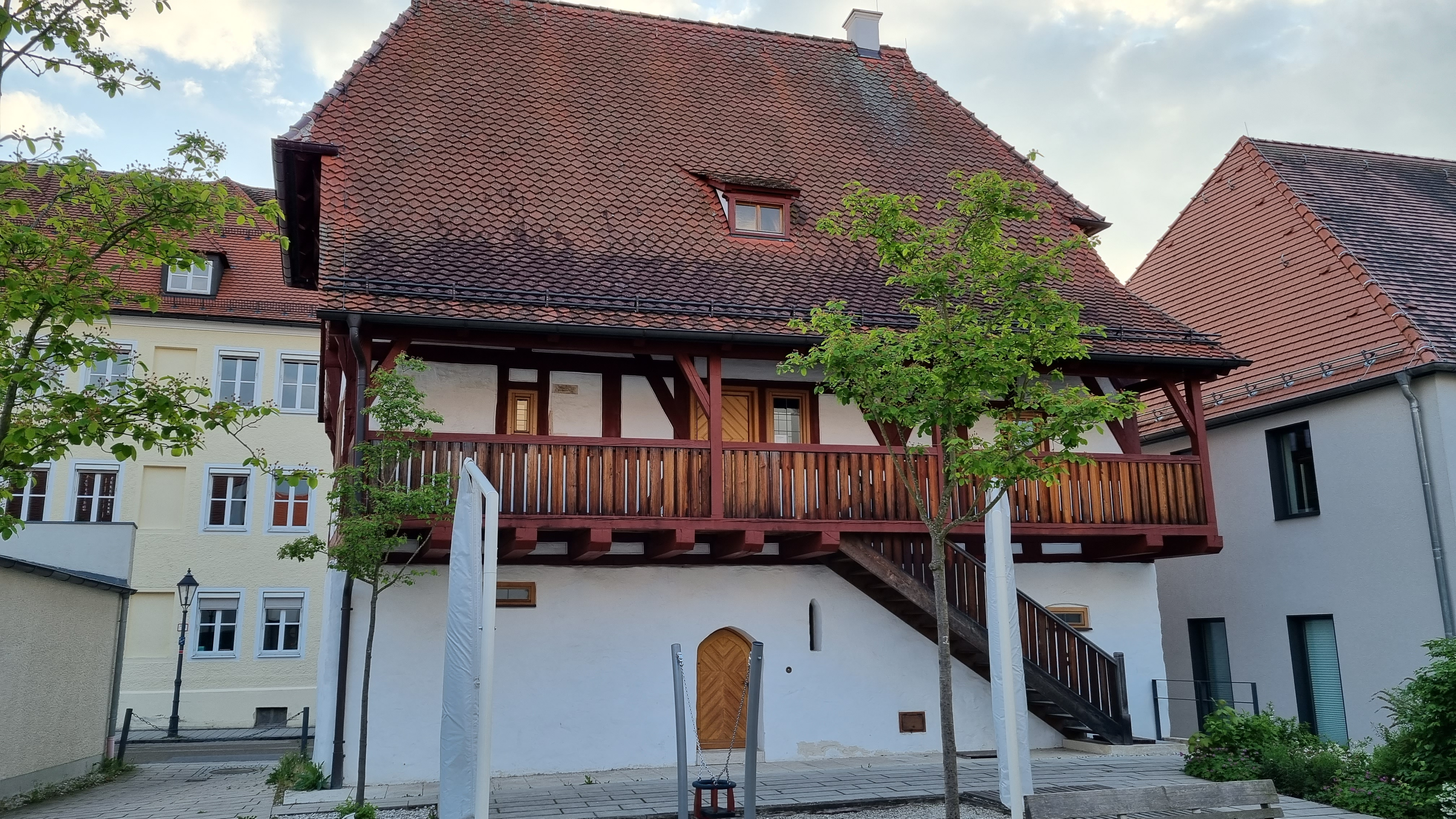
Blick vom Dr.-Magnus-Weinberg-Platz auf das Gebäude mit Altane.

Den heute verwendeten Namen erhielt das Haus durch die Nutzung der Familie Schreiber, die von 1902 bis 1990 Besitzer des Hauses waren.

## Geschichte
Das Gebäude wurde um das Jahr 1430 erbaut, was mit Hilfe von dendrochronologischen Untersuchungen ermittelt werden konnte. Damit wurde nachgewiesen, dass es sich um den ältesten Profanbau der Stadt handelt und es zeitgleich mit der nahegelegenen Johanneskirche entstanden ist. Es wurde in mehreren Bauphasen grundlegend umgebaut.

### Erste Bauphase 1430–1500
Das Gebäude wurde in der Epoche der Gotik errichtet. Da es keine Hinweise auf eine Wohnnutzung gibt, wird vermutet, dass anfangs das Erdgeschoss gewerblich genutzt wurde. Von den fünf Räumen im Obergeschoss war nur einer, die Bohlenstube, beheizbar. Der freie Rauchabzug erfolgte über einen Zwischenboden über der Bohlenstube. Das Dachgeschoss diente zur Lagerung von Getreide und wurde auf beiden Giebelseiten mit Aufzugsvorrichtungen ausgestattet.

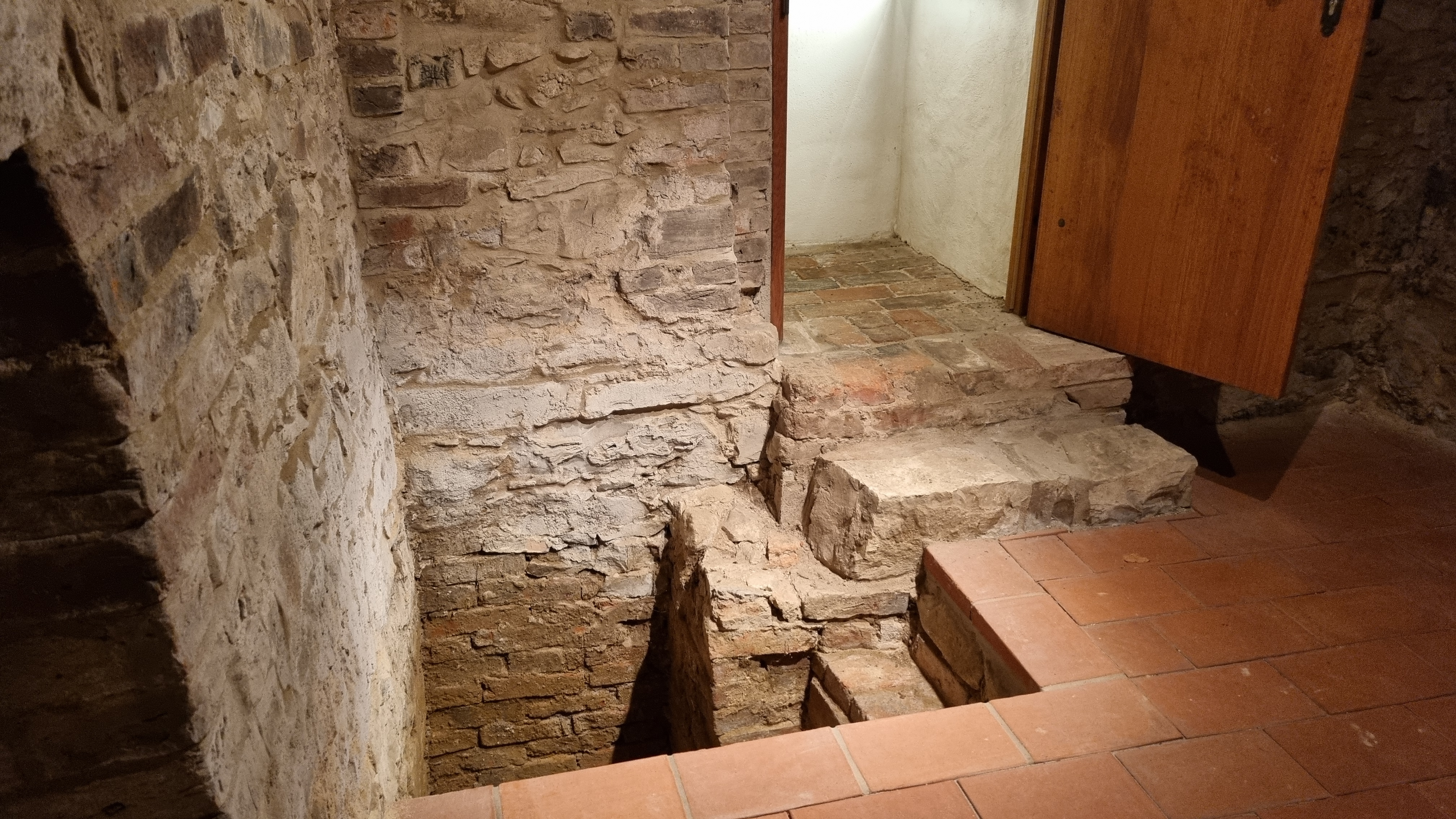
Freigelegte Mikwe im Schreiberhaus Neumarkt

Bei einem Umbau in der zweiten Hälfte des 15. Jahrhunderts wurde eine Mikwe eingebaut, was auf den Einzug einer jüdischen Familie hindeutet. Im Keller wurde ein Tonnengewölbe errichtet und das Niveau eines Kellerraums abgesenkt. Zudem wurde eine Innentreppe eingebaut, was das Versetzen von Innenwänden erforderte.
Das ockergelbe Fachwerk mit gleichfarbigen Fenstergewänden grenzten sich jeweils mit schwarzen Begleitstreifen von den weißen Gefachen ab.

### Zweite Bauphase 1610–1700
Die zweite Bauphase von 1610 bis 1700 fällt in die Epoche der Renaissance. In dieser Phase wurde ein neuer, von außen zugänglicher flach gewölbter Keller eingebaut. Im Kellerputz ist heute noch die eingeritzte Jahreszahl 1610 zu erkennen. Im Erdgeschoss konnte durch Einbau eines Ofens ein zusätzlicher Wohnraum geschaffen werden. Im Außenbereich erhielt das Fachwerk die Farbe Rotocker.

### Dritte Bauphase 1780
In die Epoche des Spätbarock und Klassizismus fällt der dritte große Umbau des Gebäudes, bei dem unter die gotischen Bohlen-, Balken- und Bretterdecken die Stuckdecken abgehängt und das Fachwerk innen überputzt wurde. Bis auf die Ostseite wurden alle Fassaden vollständig verputzt und mit einem ockerfarbigen Anstrich versehen, so dass ein Massivbau vorgetäuscht wurde.

### Sanierung 2001–2006
Von 573 Gebäuden der Altstadt innerhalb der Stadtmauer wurden 525 Häuser im April 1945 völlig zerstört. Das Schreiberhaus gehörte zu den 48 leicht bis schwer beschädigten Häusern.
Im Jahr 1988 gab es Überlegungen, das vom Abbruch bedrohte Gebäude abzutragen und im Freilandmuseum Neusath-Perschen wieder zu errichten. Durch die fehlende Zustimmung des Landesamts für Denkmalpflege wurde dieser Plan nicht umgesetzt. Stattdessen erwarb die Stadt Neumarkt das Schreiberhaus und entwickelte einen Sanierungs- und Nutzungsplan. Eine zentrale Frage war dabei, welche Zeitstellung für die Sanierung gewählt werden sollte. Man entschied sich, die spätbarocke und klassizistische Bauphase des Gebäudes (ab 1780) zugrunde zu legen, um die bedeutenden historischen Befunde aus dieser Epoche erhalten zu können. Ziel der Sanierung war eine behutsame und substanzschonende Wiederherstellung, bei der verträgliche Handwerkstechniken, alte Materialrezepturen und eine angemessene Oberflächen- und Farbgestaltung verwendet wurden. Die Sanierungsarbeiten konnten im Herbst 2006 fertiggestellt werden.

## Heutige Nutzung
Seit Abschluss der Sanierung hat der Historische Verein für Neumarkt i.d.OPf. und Umgebung e.V. seinen Sitz im Schreiberhaus. Neben der Geschäftsstelle befinden sich im Obergeschoss auch die Vereinsbibliothek sowie eine Ausstellung des Archäologischen Arbeitskreises. An Stelle der Neumarkter Altstadtfreunde, eines inzwischen aufgelösten Vereins, nutzt der Traditionsverein der Chevauleger Eskadron Neumarkt der ehem. kgl. Bayer. Kavallerie e.V. zwei Räume im Erdgeschoss als Ausstellungsräume.